# Jo-Wilfried Tsonga
Jo-Wilfried Tsonga (17 de Abril de 1985, Le Mans) é um ex tenista francês. Seu pai Didier Tsonga é congolês e sua mãe Évelyne Tsonga é francêsa. Foi  profissional desde 2004. Sua última partida foi em 24/05/2022 no Aberto da França na quadra Philippe Chatrier em Paris. Sua última partida foi contra o norueguês Casper Ruud, em derrota com parciais de  7-6(8-6), 6-7 (7-4), 6- 2 e 7-6( 7-0). 
No ano de 2008 chegou a final do Grand Slam do Aberto da Austrália, mas perdeu o título para o sérvio Novak Đjoković. 
Em 2011 chegou à final do ATP World Tour Finals em Londres no Reino Unido, porém perdeu o título para o suíço Roger Federer.
Já ganhou 3 Masters 1000, sendo 2 deles em simples, o Paris Masters de 2008 e o Canadá Masters de 2014 e 1 em duplas, o Masters de Shanghai de 2009.
Ganhou a medalha de prata em duplas nas olimpíadas de Londres, Reino Unido. O seu parceiro durante os jogos olímpicos de 2012 foi o compatriota Michaël Llodra. Na final perdeu o ouro olímpico em duplas para a tradicional dupla formada pelos irmãos norte-americanos Bob Bryan e Mike Bryan.

## Carreira

### Início
Tsonga foi número 2 do mundo como juvenil em 2003. Naquele ano, perdeu a 
semifinal do Austrálian Open da modalidade para o cipriota Marcos Baghdatis. Ele também chegou às semifinais em Wimbledon e Roland-Garros, e 
foi campeão do US Open juvenil, ganhando do mesmo Baghdatis na decisão. Em 2004, como profissional, conseguiu o terceiro saque mais potente da temporada (232 km/h). Após dois anos de lesões, fez praticamente a sua primeira temporada 
completa como adulto em 2007, quando conseguiu entrar no cobiçado top 
50.

### 2007
Em 2007 ele ganhou alguns títulos da ATP Challenger Series, e entre eles o de Surbiton, Lanzarote e Tallahassee. 
Nesse ano ganhou o seu primeiro título em duplas no circuito ATP e isso ocorreu no ATP World Tour 250 de Lyon, França, pois jogando ao lado do compatriota Sébastien Grosjean, bateu na final Łukasz Kubot e Lovro Zovko por 6–4 e 6–3. 
No início do ano Tsonga era o nº 212 do mundo, mas ao final do ano ele entrou no top 50 pela primeira vez em sua carreira, terminando o ano como nº 43 do mundo.

### 2008
Em 2008, iniciou a temporada ganhando em duplas o ATP World Tour 250 de Sydney, Austrália, atuando ao lado do compatriota Richard Gasquet, derrotou na final a tradicional dupla formada pelos irmãos norte-americanos Bob Bryan e Mike Bryan por 4–6, 6–4 e [11–9]. 
Mas, Tsonga começou a ser bem conhecido no mundo do tênis a partir do Open da Austrália de 2008, popularmente conhecido como Aberto da Austrália, quando chegou à final e perdeu a taça do Grand Slam australiano para o sérvio Novak Đjoković, então nº 3 do mundo, por 4–6, 6–4, 6–3, 7–6(2), mas durante o torneio superou alguns dos melhores tenistas do mundo, incluindo o então nº 2 do mundo, Rafael Nadal, na semifinal. 
Teve ainda outros resultados relevantes ao longo deste ano, no ATP World Tour 250 de Adelaide ele caiu nas semifinais para Jarkko Nieminen e no torneio ATP World Tour 250 de Casablanca chegou as semi finais. Nos torneios Masters Series de 2008, chegou à segunda rodada no Hamburg Masters e Miami Masters, e a 3ª rodada no Indian Wells Masters. 
O seu primeiro título em simples no circuito ATP ocorreu no ATP World Tour 250 do Open da Tailândia, em 28 de Setembro de 2008, quando venceu Novak Đjoković na final por 7-6[4], 6-4. 
No final da temporada 2008, venceu ainda o seu primeiro torneio de nível ATP World Tour Masters 1000, o Paris Masters, vencendo a final contra o argentino David Nalbandian por 6-3, 4-6 e 6-4, classificando-se com essa vitória para a Tennis Masters Cup de Shangai. .

### 2009
Em 2009, inciou a temporada no ATP de Brisbane, Austrália, onde foi eliminado nas quartas de final pelo compatriota Richard Gasquet por 6–1, 4–6, 2–6. Entretanto, foi o campeão desse mesmo torneio em duplas ao lado do também compatriota Marc Gicquel derrotando Fernando Verdasco e Mischa Zverev na final por 6–4 e 6–3. 
No Aberto da Austrália, derrotou Juan Monaco na primeira rodada por 6–4, 6–4 e 6–0. Depois passou por Ivan Ljubičić por 6–7(4), 7–6(8), 7–6(7) e 6–2, e Dudi Sela na terceira rodada. Nas oitavas de final, derrotou o então cabeça-de-chave #9 James Blake por 6–4, 6–2, 1–6 e 6–1. Até que, nas quartas de final, perdeu para o espanhol Fernando Verdasco em partida de 4 sets por 6–7(2), 6–3, 3–6 e 4–6. Por não ter defendido o seu vice-campeonato do ano anterior, seu ranking caiu para #14. 
Tsonga então entrou na 1ª edição do ATP World Tour 250 de Johannesburg, África do Sul, onde sagrou-se campeão sem perder nenhum set. No caminho para o título, derrotou Thiago Alves por 6–4 e 6–1, depois passou por Denis Istomin por 6–1 e 6–4, Kristof Vliegen por 6–4 e 6–1 e Frederico Gil por 6–3 e 6–4. Na final, venceu o compatriota Jérémy Chardy por 6–4 e 7–6(5). 
Ainda nesse ano teve outros resultados relevantes, pois foi campeão do ATP World Tour 250 de Marselha, França,  e do ATP World Tour 500 de Tóquio, Japão, vencendo respectivamente nas finais Michaël Llodra no ATP da França e Mikhail Youzhny no ATP do Japão. 
Também em 2009, Tsonga atuando ao lado do compatriota Julien Benneteau sagrou-se campeão em duplas do torneio ATP World Tour Masters 1000 de Shanghai, China, conhecido como Shanghai Masters, quando venceram na final os poloneses Mariusz Fyrstenberg e Marcin Matkowski por 6–2 e 6–4.

### 2010
Em 2010, No Aberto da Austrália, Tsonga venceu Sergiy Stakhovsky, Taylor Dent, Nicolás Almagro e Tommy Haas. Nas quartas, ele venceu o sérvio Novak Đjokovićo (então n° 3 do mundo), mas perdeu nas semifinais para o suíço Roger Federer (então n° 1 do mundo).
Chegou a semi-final do ATP World Tour 250 de Marselha, França, mas perdeu para o compatriota Julien Benneteau. 
No Shanghai Masters 1000, Tsonga teve vitórias sobre Feliciano López, Sam Querrey e Florian Mayer, mas perdeu nas quartas-de-final para o futuro campeão Andy Murray.

### 2011
Em 2011, chegou a final do ATP World Tour 500 de Roterdã, Países Baixos, sendo derrotado na final pelo sueco Robin Söderling por 6–3, 3–6 e 6–3. 
Já no torneio ATP World Tour 250 de Queen's, Reino Unido, jogado em superfície de grama, também chegou a final, mas foi derrotado pelo escocês Andy Murray por 3–6, 7–6(2) e 6–4. 
No torneio ATP World Tour 250 de Metz na França, foi o campeão ao vencer o croata Ivan Ljubičić na final por 6–3, 6–7(4), 6–3. 
E no torneio ATP World Tour 250 de Viena, Áustria, chegou a final e sagrou-se campeão ao derrotar na final o argentino Juan Martín Del Potro por 6–7(5), 6–3, 6–4. 
Ainda durante o ano de 2011 fez as suas duas principais finais do ano e perdeu ambas para o suíço Roger Federer, uma no ATP World Tour Masters 1000 da França, o Paris Masters, por 6–1 e 7–6(3) e a outra no ATP World Tour Finals em Londres no Reino Unido, por 6–3, 6–7(6) e 6–3.
Também em 2011, Tsonga fez mais uma final, a do ATP World Tour 250 de Marselha, França, mas em duplas, e perdeu o torneio atuando ao lado do também francês Julien Benneteau para Robin Haase e Ken Skupski por 6–3, 6–7(4) e [13–11]. 
Fez boa campanha também nos Grand Slam, chegando a semifinal de Wimbledon e perdendo a chance de ir a grande final ao ser derrotado pelo sérvio Novak Đjoković, mas durante o torneio londrino superou alguns dos melhores tenistas do mundo, incluindo o suíço Roger Federer, nas Quartas-de-final. Já no U.S Open foi derrotado pelo suíço Roger Federer nas quartas de final por 6/4, 6/3 e 6/3. 
Encerrou o ano de 2011 como o número 6 do mundo.

### 2012
Em 2012, Jo Wilfried Tsonga ganhou o torneio ATP World Tour 250 de Doha, Qatar, superando na final o também francês Gaël Monfils em sets diretos por 7–5, 6–3.  
Ganhou também o ATP World Tour 250 de Metz na França, batendo na final o italiano Andreas Seppi em sets diretos por 6–1, 6–2.  
No ATP World Tour 250 de Estocolmo, Suécia, chegou a final, mas perdeu para o tcheco Tomáš Berdych por 4-6, 6-4, 6-4.  
Já no ATP World Tour 500 de Pequim, China, também chegou a final, mas foi derrotado na decisão para o sérvio Novak Đjoković por 7-6, 6-2.  
Ainda esse ano Tsonga fez mais uma final, a do ATP World Tour 250 de Marselha, França, mas em duplas, e perdeu o torneio atuando ao lado do alemão Dustin Brown para os franceses Nicolas Mahut e Edouard Roger-Vasselin por 6–3, 3–6, [6–10].  
Também esse ano chegou a semi-final do Grand Slam de Wimbledon  e ganhou a medalha de prata em duplas nas olimpíadas de Londres, Reino Unido. O seu parceiro durante os jogos olímpicos de 2012 foi o compatriota Michaël Llodra. Na final perdeu o ouro olímpico em duplas para a tradicional dupla formada pelos irmãos norte-americanos Bob Bryan e Mike Bryan por  6–4, 7-6. 

### 2013
Em 2013 sagrou-se campeão do ATP World Tour 250 de Marselha, França, quando venceu na final o tcheco Tomáš Berdych por 6–1, 6–2. 
Buscando o tricampeonato no ATP World Tour 250 de Metz na França, pois Tsonga foi campeão tanto em 2011 quanto em 2012, o francês chegou às finais do torneio tanto em simples como em duplas. Mas, após uma competição quase perfeita perdeu as duas finais e teve que se contentar com dois vice-campeonatos. Na final em simples, Tsonga enfrentou o compatriota Gilles Simon e perdeu por 6/4 e 6/3. Nas duplas, atuando ao lado do também francês Nicolas Mahut, perdeu para o sueco Johan Bunstrom e o sul-africano Raven Klaasen  por 6/4 e 7/6(5). 
Ainda em 2013 jogando dentro de seus país de nascimento no Open da França, conhecido também como Roland-Garros, chegou a semifinal desse Grand Slam, mas perdeu a chance de ir a grande final ao perder por 6/1, 7/6 (7-3) e 6/2 para o espanhol David Ferrer. Mesmo assim durante o torneio de saibro parisiense superou alguns dos melhores tenistas do mundo, incluindo o então nº 2 do mundo, Roger Federer, nas Quartas de final.

### 2014
Em 2014, iniciando a temporada, Tsonga atuando ao lado da compatriota Alizé Cornet venceu a Copa Hopman. Eles ganharam na final os poloneses Agnieszka Radwańska e Grzegorz Panfil por 2–1.   
No Aberto da Austrália de 2014, ele perdeu nas oitavas de final para o suíço Roger Federer em sets diretos por 3 a 0 (6/3, 7/5 e 6/4).   
Pelo torneio ATP World Tour 500 de Roterdã, Países Baixos, ele foi eliminado na segunda rodada para o croata Marin Čilić por duplo 6/4.   
Já no ATP World Tour 250 de Marselha, França, chegou a final, mas perdeu para o letão Ernests Gulbis por 2 sets a 0, com parciais de 7/6(5) e 6/4.   
No ATP World Tour 500 de Dubai ele caiu em sets diretos nas quartas de final para o tcheco Tomáš Berdych por 6/4 e 6/3.   
No Indian Wells Masters 1000, ele caiu logo na estreia do Masters da Califórnia, o número 10 do mundo perdeu para o compatriota Julien Benneteau por 2 sets a 0 com um duplo 6/4.   
No Miami Masters perdeu nas oitavas de final para o escocês Andy Murray por 2 sets a 0, com parciais de 6/4 e 6/1.   
No Monte Carlo Masters 1000 foi eliminado nas Quartas de final para o suíço Roger Federer por 2-6, 7-6 (8/6) e 6-1.   
No Masters 1000 de Madrid  foi derrotado pelo colombiano Santiago Giraldo na segunda rodada em dois sets, com parciais de 6/4 e 6/3.   
No Masters 1000 de Roma perdeu nas oitavas de final para o canadense Milos Raonic por 7/6 (7-5) e 6/4.   
No Open da França, popularmente conhecido como Roland-Garros, foi eliminado nas oitavas de final pelo sérvio Novak Đjoković por três sets a zero, parciais de 6/1, 6/4 e 6/1.  
Em Wimbledon foi derrotado nas oitavas de final para o sérvio Novak Đjoković em sets diretos, com placar final de 6/3, 6/4 e 7/6 (7-5).   
Durante o segundo semestre do ano, o francês voltou a vencer um torneio ATP World Tour Masters 1000, o Masters de Toronto, no Canadá. Levantando assim sua segunda taça do nível ATP Masters 1000 em simples, pois a primeira em simples foi o Paris Masters em 2008 na França, já que o Shanghai Masters, China, conquistado em 2009 foi em duplas ao lado do também francês Julien Benneteau. Durante o Canada Masters Tsonga fez uma incrível campanha nas quadras duras canadenses, derrotando quatro top 10 em série: Novak Đjoković (então nº 1 do mundo), Andy Murray, Grigor Dimitrov e Roger Federer (então nº 3 do mundo), saltando assim do 15º para o 10º lugar no ranking mundial, marca ainda abaixo do 5º lugar obtido em fevereiro de 2012, a melhor posição de sua carreira. Na final do Canada Masters realizado em Toronto, Tsonga superou o suíço Roger Federer em sets diretos por 7-5, 7-63.   
Dois dias depois de conquistar o título inédito do Masters 1000 de Toronto, no Canadá, batendo o suíço Roger Federer na decisão, o tenista francês foi eliminado logo na estreia do torneio americano do Masters 1000 de Cincinnati para o russo Mikhail Youzhny em sets diretos por 6/1 e 6/4.
No Grand Slam do U.S Open foi eliminado nas oitavas de finais pelo escocês Andy Murray em sets diretos, mas com as apertadas parciais de 7/5, 7/5 e 6/4.   
O francês Jo-Wilfried Tsonga não conseguiu confirmar seu favoritismo no ATP World Tour 250 de Metz na França. Cabeça de chave n° 1 do torneio francês, ele foi eliminado nas quartas de final pelo belga David Goffin, que venceu o confronto de virada por 2 sets a 1, com parciais de 1/6, 7/6 (7-5) e 7/5.   
Em partida amistosa na cidade de Astana, capital do Cazaquistão, o francês Jo-Wilfried Tsonga perdeu para o espanhol Rafael Nadal, por 2 sets a 1, parciais de 6-7 (2-7), 6-3 e 6-4.   
No ATP World Tour 500 de Tóquio foi superado logo na primeira rodada, onde mesmo saindo na frente do polonês Michal Przysiezny, este vindo do qualificatório, acabou levando a virada com parciais de 6-4, 5-7 e 6-7 (9-11).  
Jogando em casa pelo Masters 1000 de Paris na França, Tsonga teve uma sofrida derrota nas oitavas para o japonês Kei Nishikori, pois com um maior volume de jogo, e utilizando a tática de não dar ritmo ao adversário, Nishikori não deixou o francês a vontade, ditou o ritmo, e após 2 horas e 09 minutos de jogo, marcou 2 sets a 1, parciais de 1/6, 6/4 e 4/6.  

### 2015
Cinco meses depois de seu último jogo em torneios ATP, ele disputou o Masters 1000 de Miami. E o francês Jo-Wilfried Tsonga teve um retorno digno ao circuito internacional de tênis. Onde, entre os 15 melhores tenistas do ranking, ele fez valer o bom saque e o jogo agressivo para eliminar o norte-americano Tim Smyczek. O francês, que folgou na primeira rodada, precisou de 1hora e 52 minutos para conquistar a vitória por 2 sets a 1, com parciais de 6/4, 3/6 e 6/3.
No início de junho, jogando em casa, Tsonga alcançou a semifinal do Torneio de Roland-Garros, na França. Mas na partida que valia vaga para a decisão, o suíço Stan Wawrinka assumiu o controle do jogo e com uma vitória por 6/3, 6/7 (1-7), 7/6 (7-3) e 6/4 calou 15 mil torcedores franceses para chegar à final.
No final de agosto, Cabeça de chave n° 3 do ATP 250 de Winston-Salem, nos Estados Unidos, Tsonga não confirmou o seu favoritismo e 
foi eliminado nas oitavas de final do torneio sediado nas quadras de piso
duro. O francês caiu diante do norte-americano Steve Johnson, então 49º do mundo, por 2 sets a 1, com parciais de 6/3, 4/6 e 7/6 (7-4).
No início de outubro, Tsonga passou mal durante o confronto com o austríaco Andreas Haider-Maurer (então 64º do mundo), pela primeira fase do ATP 500 de Pequim, na China. Em um dia de poluição alta, ele, então n° 16 do ranking mundial, pediu atendimento médico no segundo set, após reclamar de 
tontura. Depois de ser atendido, ele voltou para o jogo, mas foi 
derrotado por 2 sets a 0, com parciais de 7/6 e 6/2. Depois em meados de outubro, Tsonga bateu o espanhol Rafael Nadal na semifinal e alcançou a final do Masters 1000 de Xangai, na China. E ele até tentou e impôs certa dificuldade ao então líder do ranking mundial da ATP, Novak Djokovic, mas o sérvio venceu a decisão por 2 sets a 0 (6/2 e 6/4).Depois no final de outubro, Tsonga, então número 10 do mundo, foi surpreendido pelo tcheco Lukas Rosol, então 78º do mundo, nas oitavas de final do ATP 500 de Viena, na Áustria. A partida, que 
durou 1h36m, teve parciais de 6/4, 3/6 e 6/1.

## Jogo
Tsonga ficou conhecido no Open da Austrália de 2008 por derrotar fortes oponentes com serviços fortes e precisos, pancadas de fundo de corte fortes e bem angulados e um impecável jogo de rede. Tsonga é dito como o herdeiro dos "serve-and-volleyers", estilo que consagrou personalidades como Pete Sampras e Tim Henman

## Desempenho em Torneios

### Grand Slam

#### Vice-Campeão (1)
| Ano  | Torneio         | Superfície | Adversário na Final | Resultado             |
| 2008 | Australian Open | Dura       | Novak Đoković       | 4–6, 6–4, 6–3, 7–6(2) |

### ATP Masters finals

#### Simples: 1 (1 vice)
| Posição | Ano  | Campeonato | Piso     | Oponente      | Placar             |
| ------- | ---- | ---------- | -------- | ------------- | ------------------ |
| Vice    | 2011 | Londres    | Duro (i) | Roger Federer | 3–6, 7–6(8–6), 3–6 |

### Masters 1000 finais

#### Singles: 3 (2 títulos, 1 vice)
| Posição | Ano  | Campeonato | Piso     | Oponente         | Placar        |
| ------- | ---- | ---------- | -------- | ---------------- | ------------- |
| Campeão | 2008 | Paris      | Duro (i) | David Nalbandian | 6–3, 4–6, 6–4 |
| Vice    | 2011 | Paris      | Duro (i) | Roger Federer    | 1–6, 6–7(3–7) |
| Campeão | 2014 | Toronto    | Duro     | Roger Federer    | 7–5, 7–6(7–3) |

#### Duplas: 1 (1 título)
| Posição | Ano  | Campeonato | Piso | Parceiro         | Oponentes                            | Placar   |
| ------- | ---- | ---------- | ---- | ---------------- | ------------------------------------ | -------- |
| Campeão | 2009 | Shanghai   | Duro | Julien Benneteau | Mariusz Fyrstenberg Marcin Matkowski | 6–2, 6–4 |

### Olímpiadas

#### Duplas: 1 (1 prata)
| Posição | Ano  | Campeonato | Piso  | Parceiro       | Oponentes            | Placar        |
| ------- | ---- | ---------- | ----- | -------------- | -------------------- | ------------- |
| Prata   | 2012 | Londres    | Grama | Michaël Llodra | Bob Bryan Mike Bryan | 4–6, 6–7(2–7) |

## ATP finais

### Simples: 20 (11 títulos, 9 vices)
| Legenda                           |
| --------------------------------- |
| Grand Slam (0–1)                  |
| ATP World Tour Finals (0–1)       |
| ATP World Tour Masters 1000 (2–1) |
| ATP World Tour 500 Series (1–2)   |
| ATP World Tour 250 Series (8–4)   |

| Finais por Piso |
| --------------- |
| Duro (11–8)     |
| Saibro (0–0)    |
| Grama (0–1)     |

| Títulos por Local |
| ----------------- |
| Outdoors (4–3)    |
| Indoors (7–6)     |

| Resultado | N.  | Data               | Torneio                                          | Piso     | Oponente              | Placar                  |
| --------- | --- | ------------------ | ------------------------------------------------ | -------- | --------------------- | ----------------------- |
| Vice      | 1.  | Janeiro 31, 2008   | Australian Open, Melbourne, Australia            | Duro     | Novak Djokovic        | 6–4, 4–6, 3–6, 6–7(2–7) |
| Campeão   | 1.  | Setembro 28, 2008  | Thailand Open, Bangkok, Tailândia                | Duro (i) | Novak Djokovic        | 7–6(7–4), 6–4           |
| Campeão   | 2.  | Novembro 2, 2008   | Paris Masters, Paris, França                     | Duro (i) | David Nalbandian      | 6–3, 4–6, 6–4           |
| Campeão   | 3.  | Fevereiro 2, 2009  | South African Open, Johannesburgo, África do Sul | Duro     | Jérémy Chardy         | 6–4, 7–6(7–5)           |
| Campeão   | 4.  | Fevereiro 16, 2009 | Open 13, Marseille, França                       | Duro (i) | Michaël Llodra        | 7–5, 7–6(7–3)           |
| Campeão   | 5.  | Outubro 5, 2009    | Japan Open, Tóquio, Japão                        | Duro     | Mikhail Youzhny       | 6–3, 6–3                |
| Vice      | 2.  | Fevereiro 13, 2011 | Rotterdam Open, Rotterdam, Holanda               | Duro (i) | Robin Söderling       | 3–6, 6–3, 3–6           |
| Vice      | 3.  | Junho 13, 2011     | Queen's Club Championships, Londres, Reino Unido | Grama    | Andy Murray           | 6–3, 6–7(2–7), 4–6      |
| Campeão   | 6.  | Setembro 25, 2011  | Moselle Open, Metz, França                       | Duro (i) | Ivan Ljubičić         | 6–3, 6–7(4–7), 6–3      |
| Campeão   | 7.  | Outubro 30, 2011   | Vienna Open, Vienna, Áustria                     | Duro (i) | Juan Martín del Potro | 6–7(5–7), 6–3, 6–4      |
| Vice      | 4.  | Novembro 13, 2011  | Paris Masters, Paris, França                     | Duro (i) | Roger Federer         | 1–6, 6–7(3–7)           |
| Vice      | 5.  | Novembro 27, 2011  | ATP World Tour Finals, Londres, Reino Unido      | Duro (i) | Roger Federer         | 3–6, 7–6(8–6), 3–6      |
| Campeão   | 8.  | Janeiro 7, 2012    | Qatar Open, Doha, Qatar                          | Duro     | Gaël Monfils          | 7–5, 6–3                |
| Campeão   | 9.  | Setembro 23, 2012  | Moselle Open, Metz, France (2)                   | Duro (i) | Andreas Seppi         | 6–1, 6–2                |
| Vice      | 6.  | Outubro 7, 2012    | China Open, Beijing, China                       | Duro     | Novak Djokovic        | 6–7(5–7), 2–6           |
| Vice      | 7.  | Outubro 21, 2012   | Stockholm Open, Estocolmo, Suécia                | Duro (i) | Tomáš Berdych         | 6–4, 4–6, 4–6           |
| Campeão   | 10. | Fevereiro 24, 2013 | Open 13, Marseille, França (2)                   | Duro (i) | Tomáš Berdych         | 3–6, 7–6(8–6), 6–4      |
| Vice      | 8.  | Setembro 22, 2013  | Moselle Open, Metz, França                       | Duro (i) | Gilles Simon          | 4–6, 3–6                |
| Vice      | 9.  | Fevereiro 23, 2014 | Open 13, Marseille, França                       | Duro (i) | Ernests Gulbis        | 6–7(5–7), 4–6           |
| Campeão   | 11. | Agosto 10, 2014    | Canadian Open, Toronto, Canadá                   | Duro     | Roger Federer         | 7–5, 7–6(7–3)           |

### Duplas: 8 (4 títulos, 4 vices)
| Legenda                           |
| --------------------------------- |
| Grand Slam (0–0)                  |
| ATP World Tour Finals (0–0)       |
| ATP World Tour Masters 1000 (1–0) |
| Olympic Games (0–1)               |
| ATP World Tour 500 Series (0–0)   |
| ATP World Tour 250 Series (3–3)   |

| Finais por Piso |
| --------------- |
| Duro (3–3)      |
| Saibro (0–0)    |
| Grama (0–1)     |
| Carpete (1–0)   |

| Resultado | N. | Data               | Campeonato                                  | Piso        | Parceiro           | Oponentes                            | Placar                 |
| --------- | -- | ------------------ | ------------------------------------------- | ----------- | ------------------ | ------------------------------------ | ---------------------- |
| Campeão   | 1. | Outubro22, 2007    | Grand Prix de Tennis de Lyon, Lyon, França  | Carpete (i) | Sébastien Grosjean | Łukasz Kubot Lovro Zovko             | 6–4, 6–3               |
| Campeão   | 2. | Janeiro 7, 2008    | Medibank International, Sydney, Austrália   | Duro        | Richard Gasquet    | Bob Bryan Mike Bryan                 | 4–6, 6–4, [11–9]       |
| Campeão   | 3. | Janeiro 11, 2009   | Brisbane International, Brisbane, Austrália | Duro        | Marc Gicquel       | Fernando Verdasco Mischa Zverev      | 6–4, 6–3               |
| Campeão   | 4. | Outubro 18, 2009   | Shanghai Rolex Masters, Shanghai, China     | Duro        | Julien Benneteau   | Mariusz Fyrstenberg Marcin Matkowski | 6–2, 6–4               |
| Vice      | 1. | Fevereiro 20, 2011 | Open 13, Marseille, França                  | Duro (i)    | Julien Benneteau   | Robin Haase Ken Skupski              | 3–6, 7–6(7–4), [11–13] |
| Vice      | 2. | Fevereiro 26, 2012 | Open 13, Marseille, França (2)              | Duro (i)    | Dustin Brown       | Nicolas Mahut Édouard Roger-Vasselin | 6–3, 3–6, [6–10]       |
| Vice      | 3. | Agosto 5, 2012     | Londres, Reino Unido                        | Grama       | Michaël Llodra     | Bob Bryan Mike Bryan                 | 4–6, 6–7(2–7)          |
| Vice      | 4. | Setembro 22, 2013  | Moselle Open, Metz, França                  | Duro (i)    | Nicolas Mahut      | Johan Brunström Raven Klaasen        | 4–6, 6–7(5–7)          |

### Time Competições finais: 1 (1 título)
| Resultado | N. | Data           | Competição                    | Surface | Parceira     | Oponentes                           | Score |
| --------- | -- | -------------- | ----------------------------- | ------- | ------------ | ----------------------------------- | ----- |
| Campeão   | 1. | 4 Janeiro 2014 | Copa Hopman, Perth, Austrália | Duro    | Alizé Cornet | Agnieszka Radwańska Grzegorz Panfil | 2–1   |